# Suzanne découche
Pour plus de détails, voir Fiche technique et Distribution.
Suzanne découche (Susan Slept Here) est un film américain réalisé par Frank Tashlin, sorti en 1954.

## Fiche technique
- Titre : Suzanne découche
- Titre original : Susan Slept Here
- Réalisation : Frank Tashlin
- Scénario : Alex Gottlieb d'après sa pièce coécrite avec Steve Fisher
- Photographie : Nicholas Musuraca
- Musique : Leigh Harline
- Société de production : RKO Pictures
- Pays de production :  États-Unis
- Format : Couleurs - 1,66:1 - Mono
- Genre : Comédie dramatique et romance
- Durée : 98 minutes
- Dates de sortie :
  - États-Unis : 14 juillet 1954
  - France : 12 mai 1955

## Distribution
- Dick Powell : Mark Christopher
- Debbie Reynolds : Suzanne Beaurgard Landis
- Anne Francis : Isabella Alexander
- Glenda Farrell : Maude Snodgrass
- Alvy Moore : Virgil
- Les Tremayne : Harvey Butterworth
- Rita Johnson : Dr Rawley
- Maidie Norman : Georgette, servante de Mark
- Horace McMahon : Sergent Monty Maizel
- Herb Vigran : Sergent Sam Hanlon